# Blerta Shala
Blerta Shala (ur. 3 grudnia 1998 w Kosowie) – kosowska piłkarka, reprezentantka Kosowa w piłce nożnej kobiet od 2017 roku.